# Wiesing
Wiesing é um município da Áustria, situado no distrito de Schwaz, no estado do Tirol. Tem 10,37 km² de área e sua população em 2019 foi estimada em 2.140 habitantes.